# Катастрофа A300 под Катманду
Катастрофа A300 под Катманду — крупная авиационная катастрофа, произошедшая в понедельник 28 сентября 1992 года. Авиалайнер Airbus A300B4-203 авиакомпании Pakistan International Airlines (PIA) выполнял плановый рейс PK-268 по маршруту Карачи—Катманду, но при заходе на посадку в пункте назначения врезался в склон хребта Махабхарата. Погибли все находившиеся на его борту 167 человек — 155 пассажиров и 12 членов экипажа.
На 2025 год остаётся крупнейшей авиакатастрофой в истории Непала и гражданской авиации Пакистана.

## Самолёт

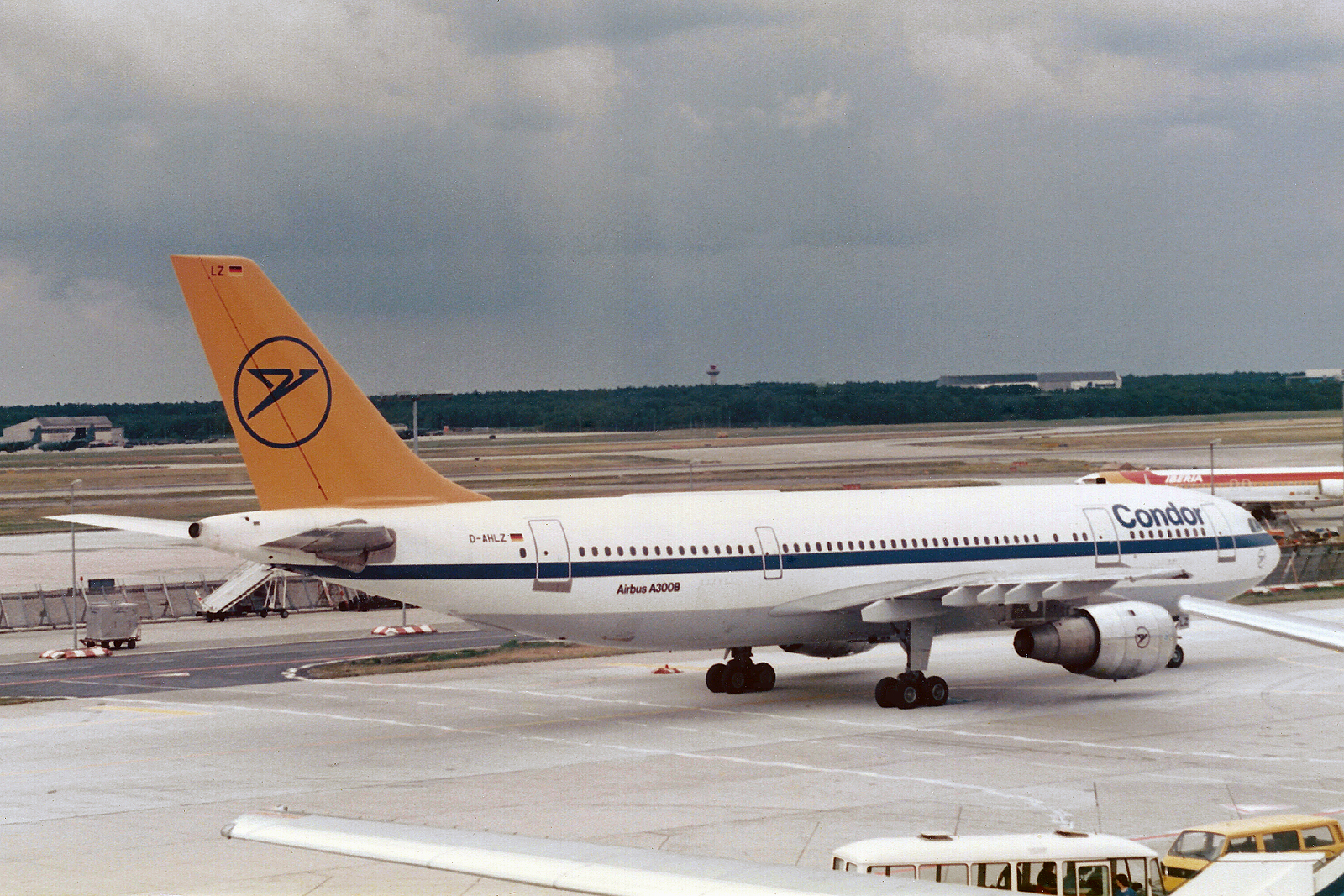
Разбившийся самолёт в 1986 году (в период эксплуатации в Condor Airlines)

Airbus A300B4-203 (регистрационный номер AP-BCP, серийный 025) был выпущен в 1976 году (первый полёт совершил 23 марта под тестовым б/н F-WNDA). 2 мая 1977 года был передан авиакомпании Bavaria Germanair (борт D-AMAZ), от которой через 8 дней был взят в лизинг авиакомпанией EgyptAir, где в январе 1978 года получил бортовой номер SU-AZY. 1 ноября 1982 года, в связи с поглощением Bavaria Germanair авиакомпанией Hapag-Lloyd, лайнер под бортовым номером D-AHLZ перешёл в авиапарк последней. Периодически сдавался в лизинг авиакомпаниям:
- Kuwait Airways (с 1 июля 1983 года по 16 июня 1984 года),
- Capitol Air[англ.] (с 16 июня 1984 года по 1 февраля 1985 года),
- Air Jamaica[англ.] (с 1 февраля по 1 мая 1985 года),
- Condor Airlines (с 1 мая 1985 года по 21 апреля 1986 года).

21 апреля 1986 года был куплен авиакомпанией Pakistan International Airlines (PIA) и его бортовой номер сменился на AP-BCP. Был оснащён двумя турбовентиляторными двигателями General Electric CF6-50C2. На день катастрофы 16-летний авиалайнер совершил 19 172 цикла «взлёт-посадка» и налетал 39 045 часов.

## Экипаж и пассажиры
Самолётом управлял опытный экипаж, его состав был таким:
- Командир воздушного судна (КВС) — 49-летний Ифтихар Джанджуа (англ. Iftikhar Janjua). Очень опытный пилот, управлял самолётами Boeing 707, Boeing 720 и McDonnell Douglas DC-10. Налетал 13 192 часа, свыше 6260 из них на Airbus A300.
- Второй пилот — 38-летний Хассан Ахтар (англ. Hassan Akhtar). Опытный пилот, управлял самолётом Boeing 737. Налетал 5849 часов, 1469 из них на Airbus A300.
- Бортинженер — 40-летний Перваиз Малик (англ. Pervaiz Malik). Управлял самолётами Boeing 707 и Boeing 720. Налетал 5289 часов, 2516 из них на Airbus A300.
- Бортинженер-наблюдатель — 42-летний Мухаммад Ашраф (англ. Muhammad Ashraf). Управлял самолётами Boeing 707 и Boeing 720. Налетал свыше 8220 часов, 4503 из них на Airbus A300.

В салоне самолёта работали 8 бортпроводников.
| Гражданство    | Пассажиры | Экипаж | Всего |
| -------------- | --------- | ------ | ----- |
| Великобритания | 36        | 0      | 36    |
| Непал          | 30        | 0      | 30    |
| Испания        | 30        | 0      | 30    |
| Пакистан       | 11        | 12     | 23    |
| Нидерланды     | 14        | 0      | 14    |
| Бангладеш      | 4         | 0      | 4     |
| США            | 3         | 0      | 3     |
| Канада         | 2         | 0      | 2     |
| Япония         | 1         | 0      | 1     |
| Новая Зеландия | 1         | 0      | 1     |
| Не указано     | 23        | 0      | 23    |
| Всего          | 155       | 12     | 167   |

## Хронология событий
Airbus A300B4-203 борт AP-BCP вылетел из аэропорта Карачи в 11:13 PST, на его борту находились 12 членов экипажа и 155 пассажиров.
Полёт до Катманду прошёл без отклонений. Когда экипаж перешёл на связь с непальским авиадиспетчером, то получил указание, что посадка будет осуществляться по так называемому «подходу Сьерра» («Sierra approach») со стороны юга на ВПП № 02. Затем пилоты получили разрешение на снижение до 4572 метров с докладом о прохождении точки 41DME (точка ROMEO, 41 миля от радиомаяка, который находился в 0,9 километрах от ВПП), и последующее снижение до 3505 метров и сохранять эту высоту до прохода точки 16DME.
Согласно установленной схеме посадки, следующими были точки 13DME (высота 3200 метров), 10DME (точка SIERRA, высота 2895 метров) и 8DME (высота 2499 метров). Такая схема позволяла безопасно снизиться до 1767 метров перед посадкой в аэропорту Трибхуван (Катманду), который расположен в долине, со всех сторон окружённой горами, в том числе расположенным с южной стороны хребтом Махабхарата (часть хребта Сивалик). Экипаж по радиосвязи подтверждал получаемые команды, авиадиспетчер дополнительно вёл радарный контроль за самолётом. Но после прохода точки 10DME рейс PK-268 снизился ниже 2499 метров и в 18 километрах от аэропорта Катманду врезался в закрытый облаками южный склон хребта Махабхарата на высоте 2225 метров над уровнем моря и полностью разрушился. Все 167 человек на его борту погибли.

## Расследование
Катастрофа рейса PIA-268 произошла спустя всего 59 дней после катастрофы рейса Thai Airways International-311, в которой погибли 113 человек. В результате следователи, расследовавшие катастрофу тайского A310, также принимали участие и в расследовании катастрофы пакистанского A300.
Данные речевого самописца рейса PK-268 оказались существенно повреждены и их не удалось расшифровать. Но данные параметрического самописца показали, что пилоты выполняли снижение преждевременно (забегая на шаг вперёд) — при проходе точки 16DME рейс был на 304 метра ниже установленной высоты, а при проходе точки 10DME (Sierra) на 396 метров. Непальские авиадиспетчеры, ведя радарное наблюдение, видели, что рейс 268 опустился ниже установленной высоты, но не проявили необходимой инициативы и не предупредили об этом пилотов.

## Культурные аспекты
Катастрофа рейса 268 PIA показана в 20 сезоне канадского документального телесериала Расследования авиакатастроф в серии Заход на посадку в Катманду; при этом в серии не указаны 2 члена кабинного экипажа (бортинженер и бортинженер-наблюдатель).